# Claudio Casciolini
Claudio Casciolini  (* 9. November 1697 in Rom; † 18. Januar 1760 ebenda) war ein italienischer Komponist. 
Unter seinen Kompositionen befinden sich ein dreiteiliges Requiem, das achtstimmige Zacchee festinans descende und eine Missa brevissima. Von April 1726 bis zu seinem Tod sang er als Bass in der Kirche San Lorenzo in Damaso, wo er möglicherweise auch „maestro di cappella“ war.
Er gilt als ein typischer Vertreter der römischen Polyphonie in der Tradition von Giovanni Pierluigi da Palestrina. Er schuf ausschließlich sakrale Werke, die meisten von ihnen sind rein vokal.